# Meksyk na zimowych igrzyskach olimpijskich
Meksyk wystartował we po raz pierwszy na zimowych IO w 1928 roku na igrzyskach w Sankt Moritz. Od tamtej pory wystartował na zimowych igrzyskach jeszcze sześciokrotnie. Do tej pory nie zdobył żadnego medalu.

## Klasyfikacja medalowa
| Igrzyska            | Złoto | Srebro | Brąz | Razem |
| ------------------- | ----- | ------ | ---- | ----- |
| 1928 Sankt Moritz   | 0     | 0      | 0    | 0     |
| 1984 Sarajewo       | 0     | 0      | 0    | 0     |
| 1988 Calgary        | 0     | 0      | 0    | 0     |
| 1992 Albertville    | 0     | 0      | 0    | 0     |
| 1994 Lillehammer    | 0     | 0      | 0    | 0     |
| 2002 Salt Lake City | 0     | 0      | 0    | 0     |
| 2010 Vancouver      | 0     | 0      | 0    | 0     |
| Razem               | 0     | 0      | 0    | 0     |